# Iridosornis reinhardti
La tangara de Reinhardt (Iridosornis reinhardti), también denominada tangara de bufanda amarilla (en Perú), tangara bufanda dorada (en Ecuador o frutero de bufanda amarilla, es una especie de ave paseriforme de la familia Thraupidae, perteneciente al  género Iridosornis. Es endémica de regiones andinas de Perú.

## Distribución y hábitat
Se encuentra únicamente en la cordillera de los Andes de Perú, desde Amazonas, al sur del río Marañon hasta Cuzco. Posiblemente se reproduzca en el extremo sureste de Ecuador.
Esta especie es considerada poco común en su hábitat natural: el estrato bajo y los bordes de bosques de alta montaña hasta la línea de árboles, principalmente entre los 2100 y 3400 m de altitud.

## Sistemática

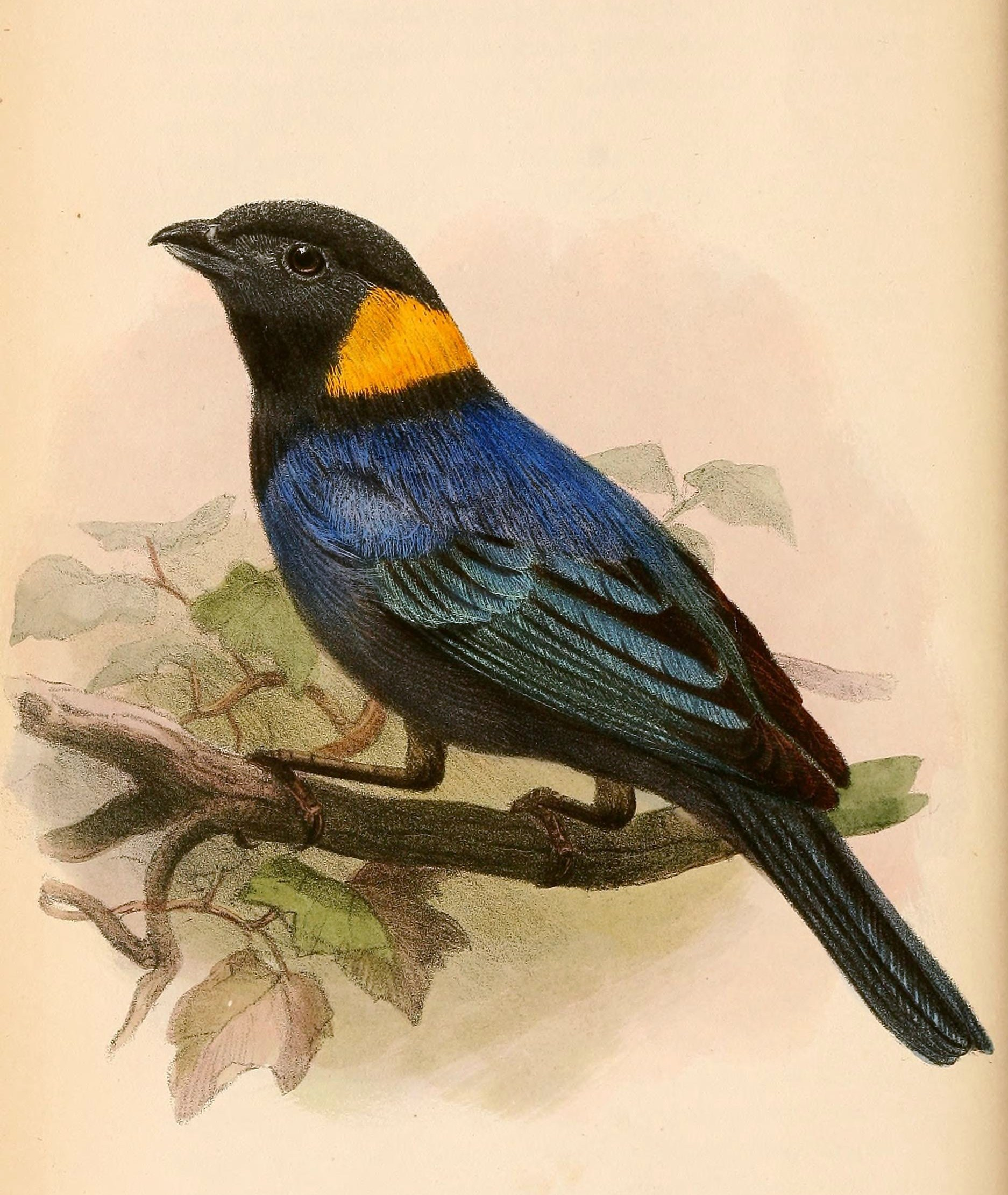
Iridornis reinhardti = Iridosornis reinhardti, ilustración de Wolf para The Ibis, 1865.

### Descripción original
La especie I. reinhardti fue descrita por primera vez por el zoólogo británico Philip Lutley Sclater en 1865 bajo el nombre científico Iridornis reinhardti; no fue dada localidad tipo, se asume: «pendiente oriental de la cordillera peruana».

### Etimología
El nombre genérico masculino «Iridosornis» se compone de las palabras griegas «iris»: arco iris, y «ornis»: pájaro; en referencia al colorido de las especies; y el nombre de la especie «reinhardti» conmemora al zoólogo danés Johannes Theodor Reinhardt (1816–1882).

### Taxonomía
Los amplios estudios filogenéticos recientes demuestran que la presente especie es hermana de Iridosornis rufivertex, y el par formado por ambas es hermano de Iridosornis jelskii. Es monotípica.